# Вовк Олексій Олександрович
Олексі́й Олекса́ндрович Во́вк — молодший сержант Міністерства внутрішніх справ України.
У мирний час проживає в місті Першотравенськ Дніпропетровської області.

## Нагороди
За особисту мужність і героїзм, виявлені у захисті державного суверенітету та територіальної цілісності України, вірність військовій присязі під час російсько-української війни
- нагороджений орденом За мужність III ступеня (22.1.2015).